# Corticarina lescheni
Corticarina lescheni is een keversoort uit de familie schimmelkevers (Latridiidae). De wetenschappelijke naam van de soort werd in 1997 gepubliceerd door Johnson.